# Unifredo de Ribagorza
Unifredo de Ribagorza (? - c. 979) fue Conde de Ribagorza entre el 970 y el 979. Era hijo de Ramón II de Ribagorza y de Garsenda de Armañac.  Estuvo casado con una doncella llamada Sancha, con la cual no tuvo descendencia. A su muerte le sucedió al frente del condado su hermano Arnaldo de Ribagorza.
| Predecesor: Ramón II | Conde de Ribagorza 970-979 | Sucesor: Arnaldo I |